# Nyírábrány

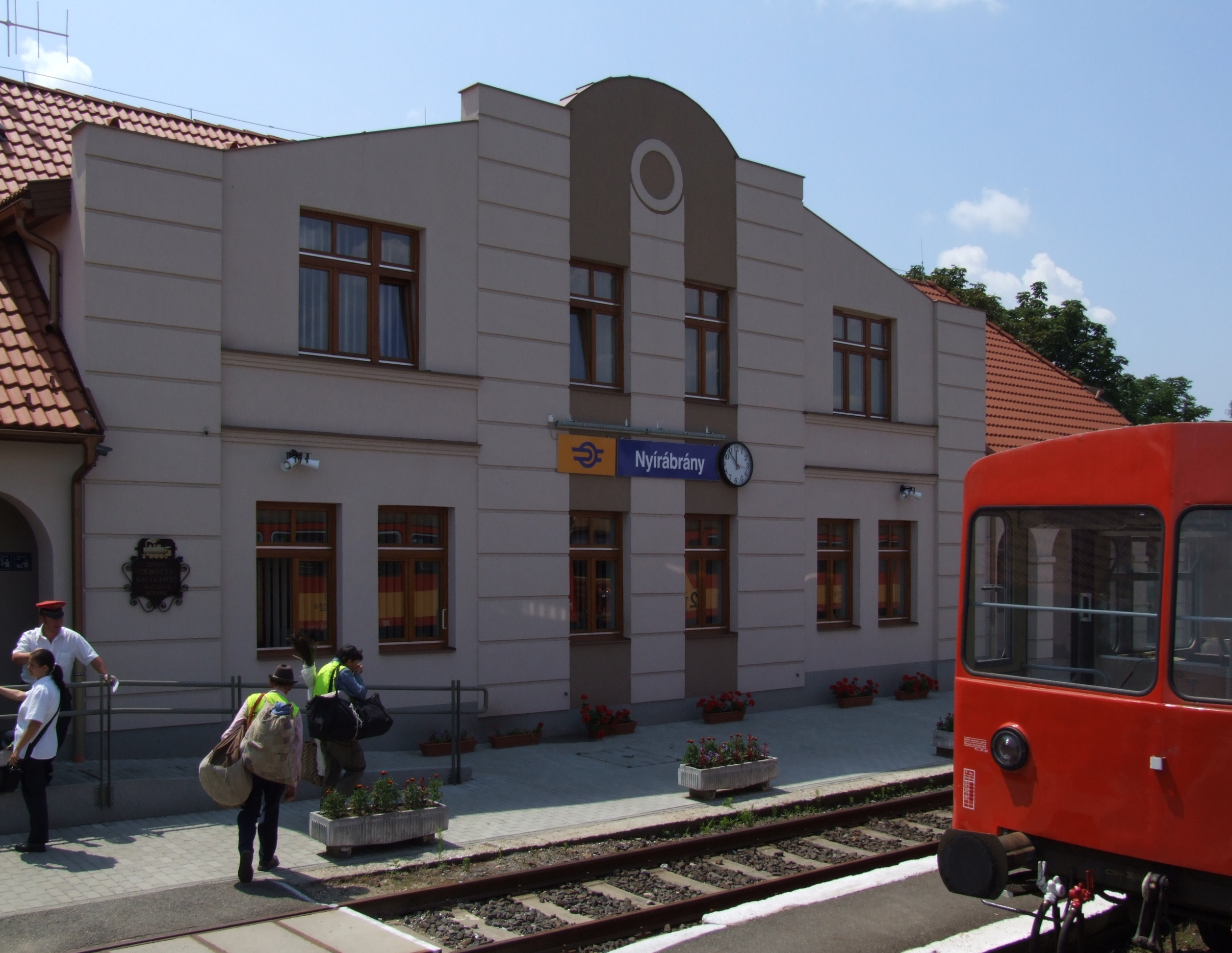
Järnvägsstationen i Nyírábrány.

Nyírábrány är en mindre stad i Ungern med 3 647 invånare (2020).